# Éric Champ
Éric Champ (Tolón, 8 de junio de 1962) es un exrugbista y dirigente francés que se desempeñaba como ala. Fue internacional con Les Bleus de 1985 a 1991.

## Biografía
Desarrolló toda su carrera en el Rugby Club Toulonnais, debutó a inicios de la temporada 1980-81, ganó el Top 14 en 1986-87 y 1991-92, y se retiró al finalizar la temporada 1995-96. En los años 2000 fue su presidente.
En 1992 representó a los Barbarians franceses y enfrentó a los Springboks, los Baa-Baas ganaron 25-20. En 1993 fue su capitán ante World XV, por el centenario del rugby en Grenoble y vencieron 41-26. Meses después, jugó contra los Wallabies (derrota 26-43) y el siguiente año realizó la gira por Australia.
Trabajó vendiendo armas en Naval Group y como administrativo en Assystem. Con esta última en 2004 estuvo involucrado en desfalco y fue condenado a 1 año de prisión, pero finalmente fue absuelto parcialmente y su pena conmutada a una multa.

## Selección nacional
Representó a Les Bleuets cuatro veces y a Francia A en siete partidos.
Jacques Fouroux lo convocó a Les Bleus por vez primera en junio de 1985 y debutó frente a los Pumas. Con la selección ganó el Torneo de las Seis Naciones de 1987, 1988 y 1989.
Debido a su juego sucio y falta de templanza, el técnico Pierre Berbizier no lo tuvo en cuenta y prefirió en su lugar a Jean-François Tordo y los jóvenes Abdelatif Benazzi y Philippe Benetton. En total jugó 42 pruebas y marcó tres tries.

### Participaciones en Copas del Mundo
Fouroux lo llevó a Nueva Zelanda 1987 como titular indiscutido, alineándose con Dominique Erbani y el octavo Laurent Rodríguez. Jugó la final y allí marcó a la leyenda neozelandesa Michael Jones.
| Mundial                       | Sede          | Resultado        | PJ | Tries |
| ----------------------------- | ------------- | ---------------- | -- | ----- |
| Copa Mundial de Rugby de 1987 | Nueva Zelanda | Subcampeón       | 5  | 0     |
| Copa Mundial de Rugby de 1991 | Inglaterra    | Cuartos de final | 4  | 0     |

Daniel Dubroca lo llevó a Inglaterra 1991 como titular, formando con Laurent Cabannes y Marc Cécillon. Durante Le Crunch desmayó de un puñetazo al wing Nigel Heslop, porque este golpeó maliciosamente a Serge Blanco y fue su último partido.